# Угольское (Вологодская область)
Угольское — деревня в Сокольском районе Вологодской области.
Входит в состав Воробьёвского сельского поселения, с точки зрения административно-территориального деления — в Воробьёвский сельсовет. Расположена к северу от автодороги А123.
Расстояние по автодороге до районного центра Сокола — 63 км, до центра муниципального образования Воробьёва — 7 км. Ближайшие населённые пункты — Ядрово, Михалево, Малое Яковково.
По переписи 2002 года население — 1 человек.